# Yläisjärvi
Yläisjärvi är en sjö i kommunen Ylöjärvi i landskapet Birkaland i Finland. Arean är 20 hektar och strandlinjen är 3,59 kilometer lång.  Den  ingår i Kumo älvs huvudavrinningsområde.  Sjön ligger omkring 41 kilometer norr om Tammerfors och omkring 200 kilometer norr om Helsingfors. 
I sjön finns ön Valkamansaari. Öster om Yläisjärvi ligger Kuru kyrka. 